# Jules Pighetti
Jules Pighetti, comte de Rivasso, née le 10 janvier 1826 à Toulon et mort le 13 novembre 1901 dans le 6e arrondissement de Marseille, est un militaire français.

## Biographie

### Famille
Jules Pighetti naît le née le 10 janvier 1826 à Toulon. Il est le fils de César Auguste Édouard Michel Pighetti, comte de Rivasso, propriétaire et de Marie Mélanie Granet, fille du député Marc-Antoine Granet.
La famille Pighetti est issue d'une d'ancienne noblesse italienne, originaire du duché de Parme et plus spécialement de Zandobbio, dont la filiation remonte à 1204 ; elle fut titrée par Charles-Quint de comte palatin. C'est par l'entremise d'un Pighetti que fut conclu le mariage d'Elisabeth Farnèse et du roi d'Espagne Philippe V. Jules Pighetti fait reconnaitre, après sa naturalisation française, par le tribunal de Toulon en 1860, le droit au port de son titre en France.
La famille Pighetti est une illustration d'une certaine classe sociale italienne anti-autrichienne qui dut émigrer en France. César Pighetti de Rivasso (1796 – 1865), né à Naples, s'installe à Marseille au début du XIXe siècle, et est naturalisé par une ordonnance en 1837.[réf. nécessaire]
Jules Pighetti épouse à Marseille (Bouches du Rhône) le 28 juillet 1860 Marie Pirondi, fille de Sirus Pirondi, d'où Alice Pighetti, épouse de Henri Berlier de Vauplane et Gaston Pighetti, curé de la paroisse saint Ferréol à Marseille.
Il est enterré au cimetière saint Pierre de Marseille.

## Carrière
Entre à l'Ecole navale en 1841, il est nommé aspirant le 1er septembre 1843, puis Enseigne de vaisseau le 1er novembre 1847 et Lieutenant de vaisseau le 8 mars 1854. Son dossier de légion d'honneur signale qu'il participe à de nombreuses campagnes en mer.
Lors de la guerre contre la Prusse en 1870, il participe à la défense de Marseille comme membre de la commission Quiquandon pour y préparer le camp retranché du Sud-Est, avant le soulèvement de la Commune.
Il devient directeur des mouvements du port de Marseille en 1859, lors de la construction du bassin de La Joliette.
Président et administrateur de la Société nouvelle des chemins de fer des Bouches-du-Rhône.
Membre de la société de géographie de Marseille.

## Décorations
- Chevalier de la Légion d'honneur[10]

Il est décoré de plusieurs ordres étrangers :
- Officier de l'ordre de la Couronne d'Italie

- Commandeur de l'ordre du Nichan Iftikhar
- chevalier de l'Epée de Suède
- chevalier de l'ordre d'Isabelle la Catholique
- Chevalier de l'ordre des Saints-Maurice-et-Lazare